# Браславский, Исаак Яковлевич
Исаак Яковлевич Браславский (12 мая 1936, Кривой Рог, Днепропетровская область — 23 января 2022, Екатеринбург) — советский и российский учёный-электротехник, специалист в области автоматизированного электропривода. Доктор технических наук (1986), профессор (1989). Заслуженный работник высшей школы РФ (1999).
Двоюродный брат Романа Баевского — учёного в области космической медицины.

## Биография
Родился 12 мая 1936 года в городе Кривой Рог Днепропетровской области УССР. Отец, Яков Исаакович Браславский (1902—1987), работал на Криворожском руднике, мать, Софья Семёновна Свечкова (1912—2000) — домохозяйка.
Летом 1941 года эвакуирован с родителями и бабушкой в город Нижний Тагил. 
В 1953 году окончил среднюю школу в Нижнем Тагиле и поступил в Уральский политехнический институт в Свердловске. После окончания с отличием вуза в течение трёх лет работал старшим инженером лаборатории автоматики Нижнетагильского металлургического комбината.
В 1961 году поступил в аспирантуру на кафедру «Электропривод и автоматизация промышленных установок» Уральского политехнического института, где работал ассистентом, доцентом. В 1965 году защитил кандидатскую диссертацию, в 1986 году — докторскую диссертацию. В 1987 году возглавил кафедру и руководил ей до 2014 года. В 2011 году избран почётным профессором Уральского федерального университета.
Умер 23 января 2022 года в Екатеринбурге. Похоронен на Восточном кладбище.

## Научная деятельность
Специалист в области автоматизированного электропривода. Подготовил более 20 кандидатов и докторов технических наук.

### Научные труды
- Браславский И. Я. Разработка и исследование силового следящего асинхронного электропривода с цифровым программным управлением: Автореферат дис. на соискание учен. степени кандидата техн. наук / Уральский политехн. ин-т им. С. М. Кирова. — Свердловск: [б. и.], 1965. — 15 с.
- Шубенко В. А., Браславский И. Я. Тиристорный асинхронный электропривод с фазовым управлением. — М.: Энергия, 1972. — 200 с.
- Браславский И. Я. Асинхронный полупроводниковый электропривод с параметрическим управлением. — М.: Энергоатомиздат, 1988. — 244 с.
- Энергосберегающий асинхронный электропривод : учебное пособие для вузов по специальности 180400 «Электропривод и автоматика промышленных установок и технологических комплексов» направления 654500 «Электротехника, электромеханика и электротехнологии» / И. Я. Браславский, З. Ш. Ишматов, В. Н. Поляков ; под ред. И. Я. Браславского. — М. : Academia, 2004. — 249 с.